# Kunstmuseum Solothurn
Il Museo d'arte di Soletta (in tedesco Kunstmuseum Solothurn) come dice il nome stesso è un museo d'arte nella città svizzera di Soletta.

## Storia
Nel 1902 venne inaugurato il Museo civico di Soletta che ospitava diverse sezioni dedicate all'arte, alla storia e alla natura. Dal 1980, dopo l'accorpamento di tre importanti fondazioni - la Fondazione Dübi Müller, la Fondazione Joseph Müller e la Fondazione Max Gubler - l'intero edificio ospita il museo d'arte.

## Collezione
Sono presenti opere di importanti artisti come: Cuno Amiet, Albert Anker, Frank Buchser, Max Buri, Alberto Giacometti, Giovanni Giacometti, Ferdinand Hodler, Fernand Léger, Meret Oppenheim, Markus Raetz, Roman Signer, Jean Tinguely e Félix Vallotton. Sono inoltre esposte opere di artisti internazionali tra cui: Georges Braque, Paul Cézanne, Gustav Klimt, Henri Matisse, Georges Rouault e Vincent van Gogh.
Le opere più importante conservate in questo museo sono:
- il famoso ritratto di Guglielmo Tell eseguito da Ferdinand Hodler;[3]
- il Bosco di faggi (1885) di Ferdinand Hodler;[4]
- la Madonna di Solothurn (1522) di Holbein il Giovane;[5]
- la Testa di Laurette con tazza di caffè (1917).[6]

Il museo ospita diverse mostre temporanee.

## Mostre
Negli anni sono state organizzate diverse mostre di diversi artisti, tra cui: Silvie Defraoui, Alexander Hahn, Daniela Keiser, Ingeborg Lüscher, Vaclav Pozarek, Mario Sala, Adrian Schiess, Albrecht Schnider e Anselm Stalder.